# Haus der Geschichte Österreich

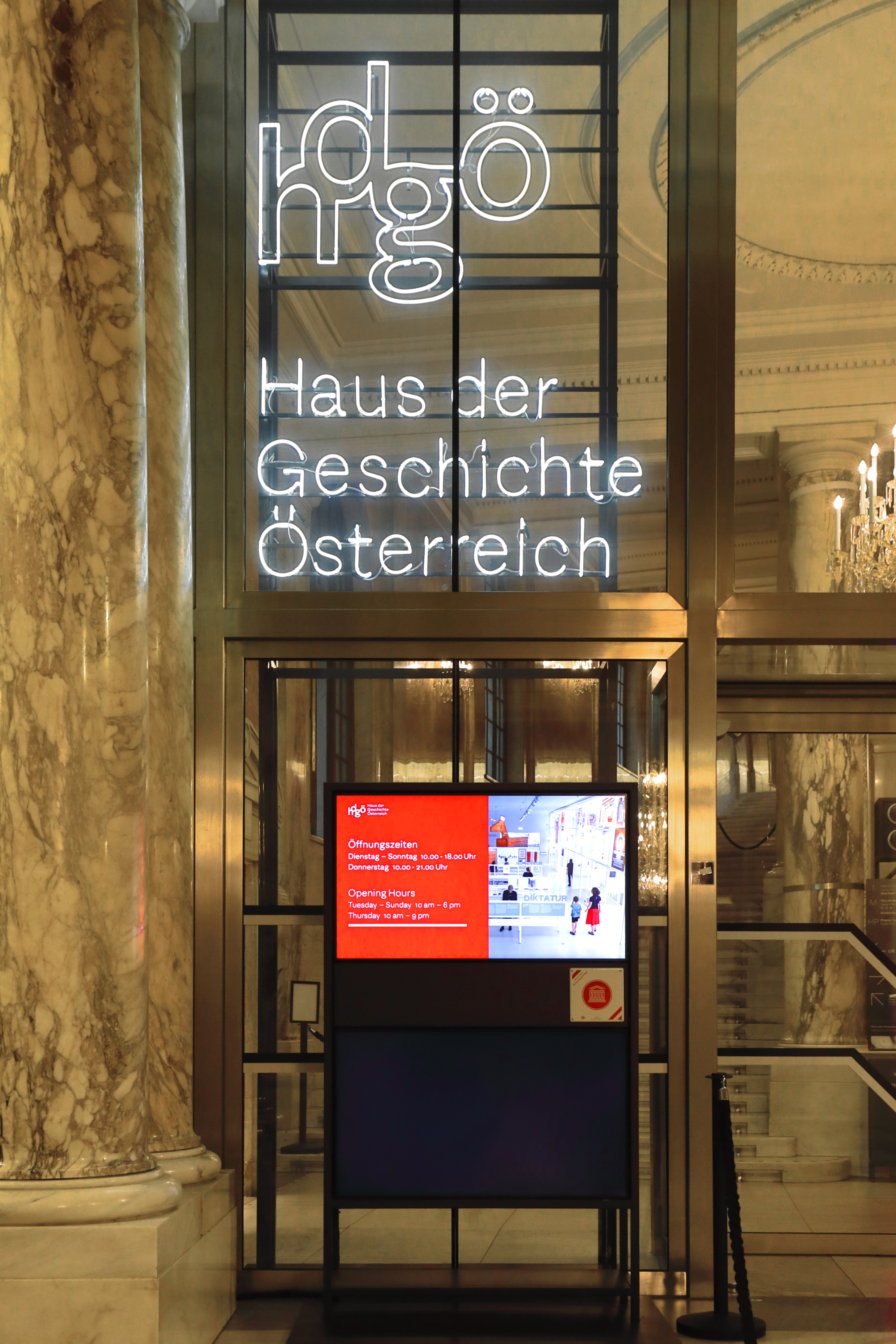
Eingang zum Museum Haus der Geschichte Österreich (HdGÖ) in der Neuen Hofburg; 2018 eröffnet

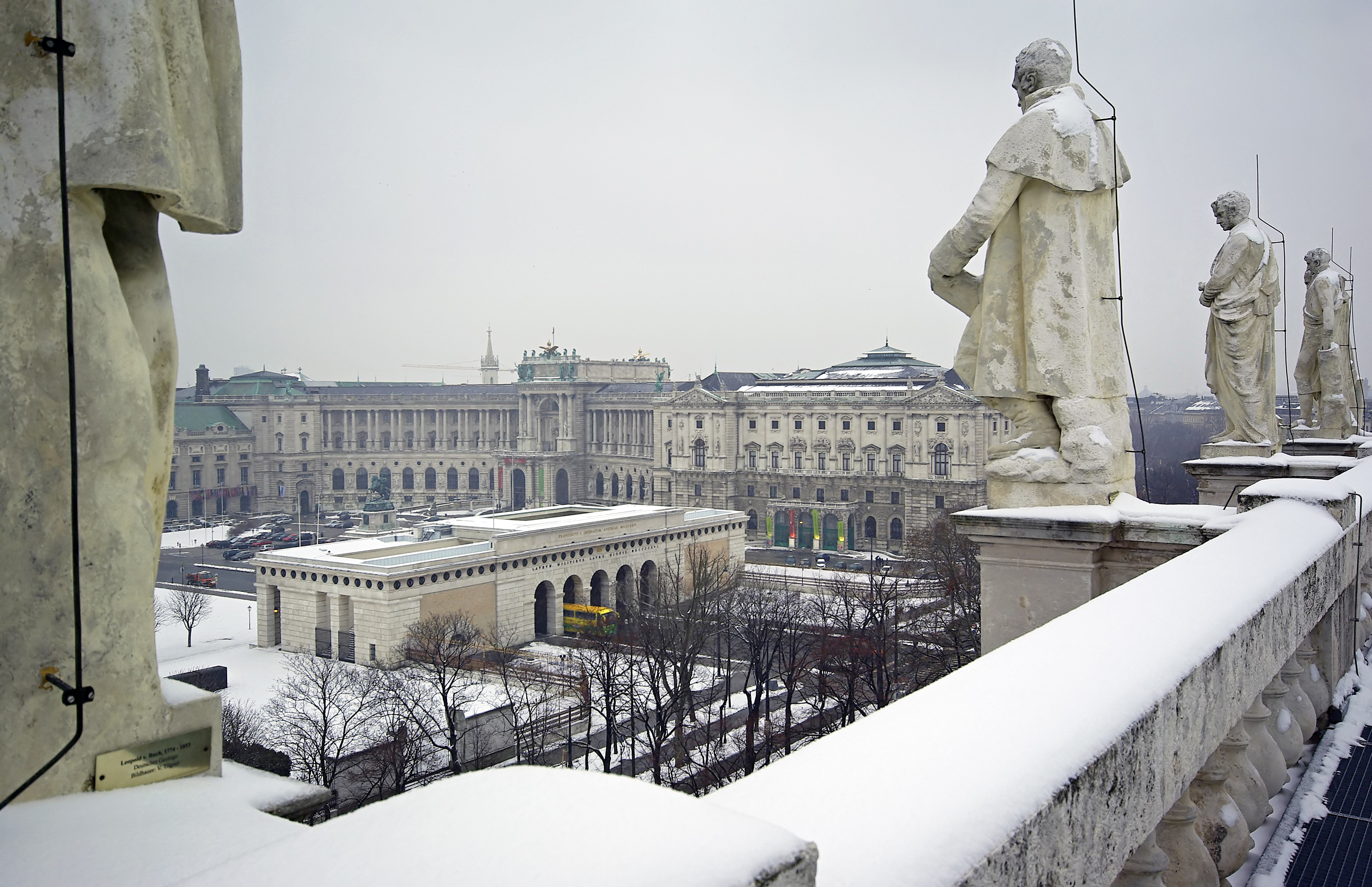
Wiener Hofburg (Neue Burg): Blick vom Dach des Naturhistorischen Museums nach Osten. Im Vordergrund das Äußere Burgtor, das dem HdGÖ zur Verfügung steht. Dahinter, im Ostflügel der Neuen Burg (links im Bild; optisch unter Baukran und Kirchturm), ist das Haus der Geschichte untergebracht.

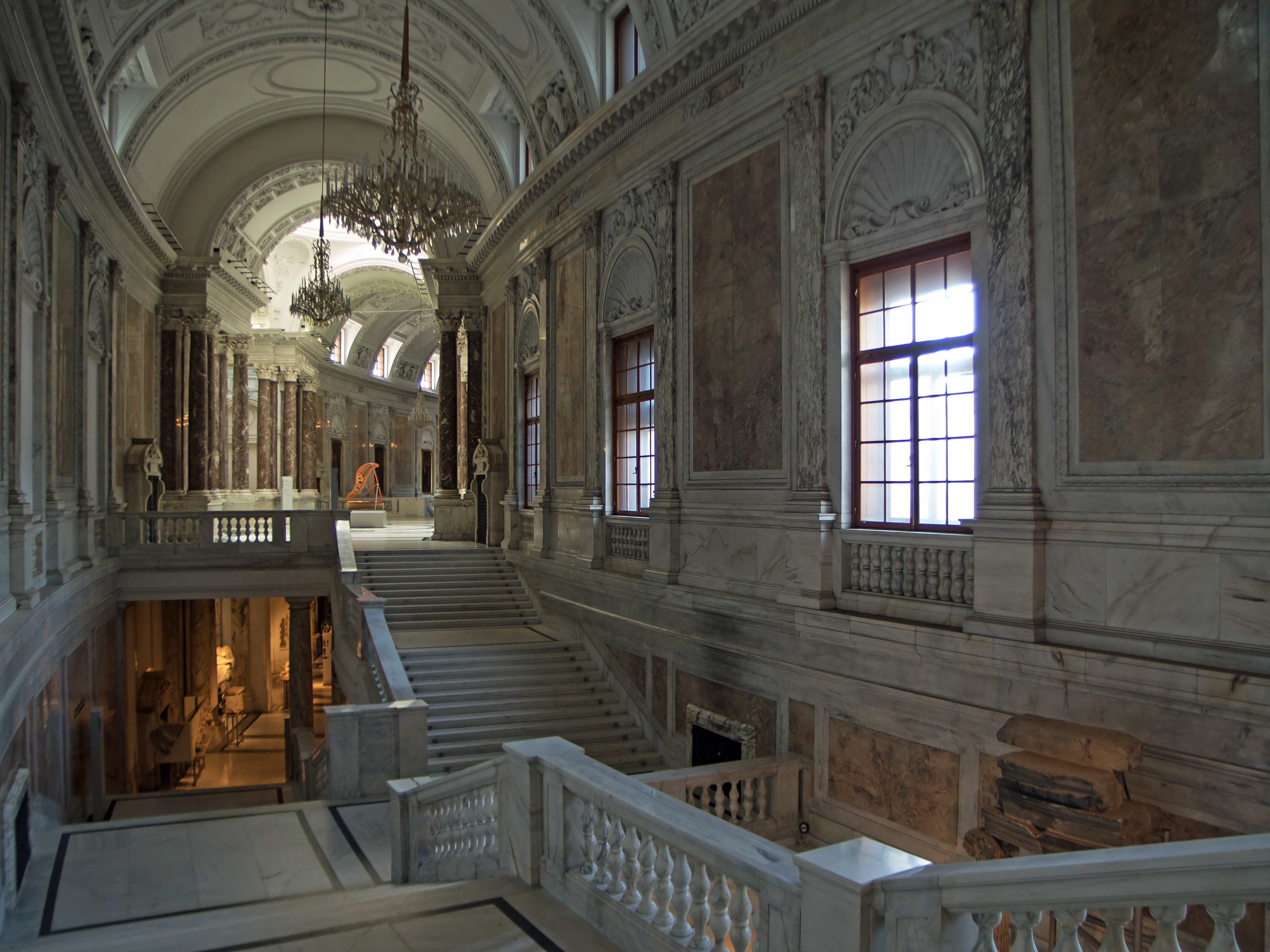
Innenräume des HdGÖ im Juli 2016: Prunkstiege in der Neuen Burg; im Hintergrund das „Mittlere Jagdplateau“ (mit aufgestelltem Klavierflügel)

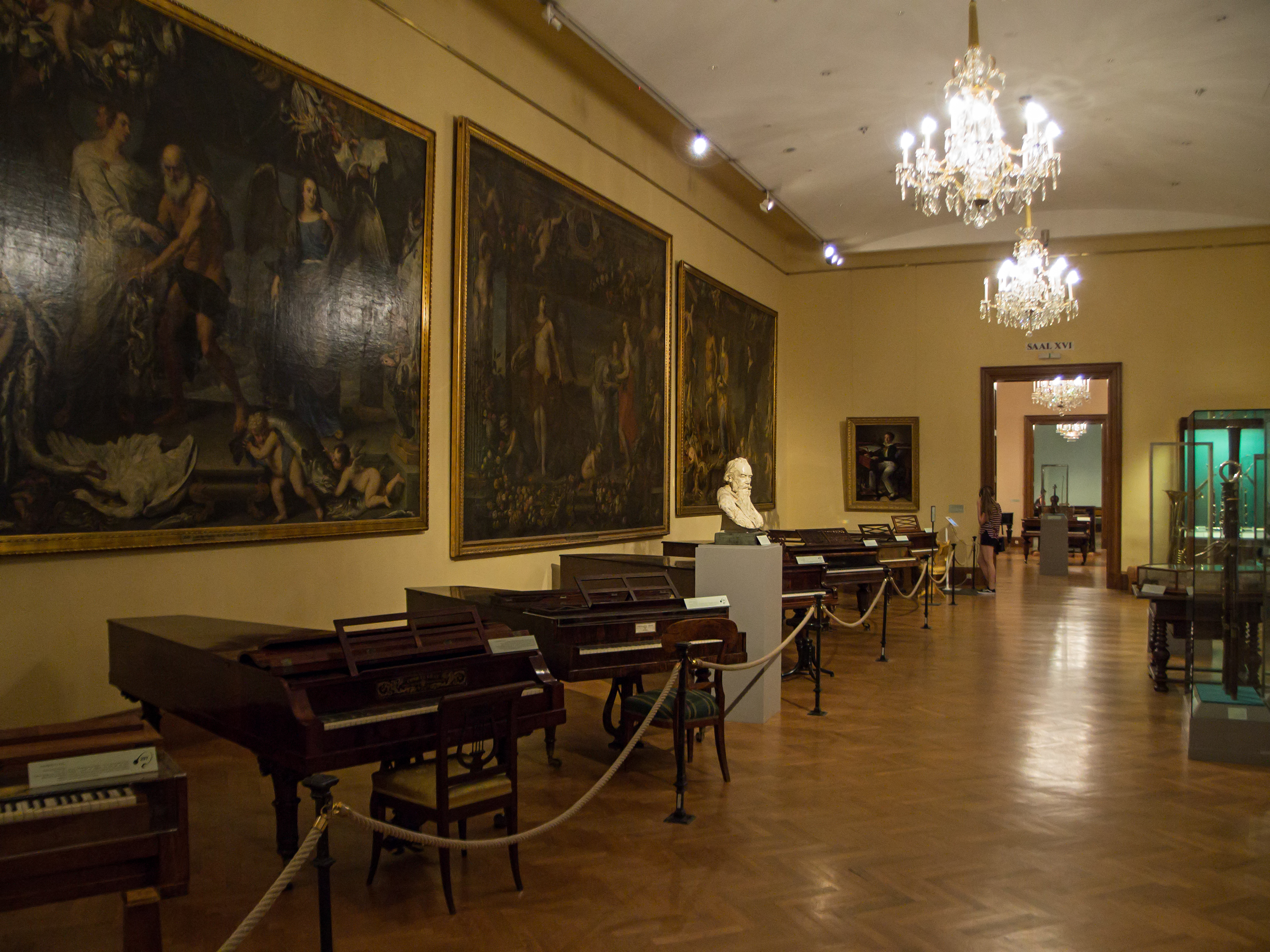
Die Sammlung Alter Musikinstrumente, deren Räume ursprünglich für das HdGÖ vorgesehen waren

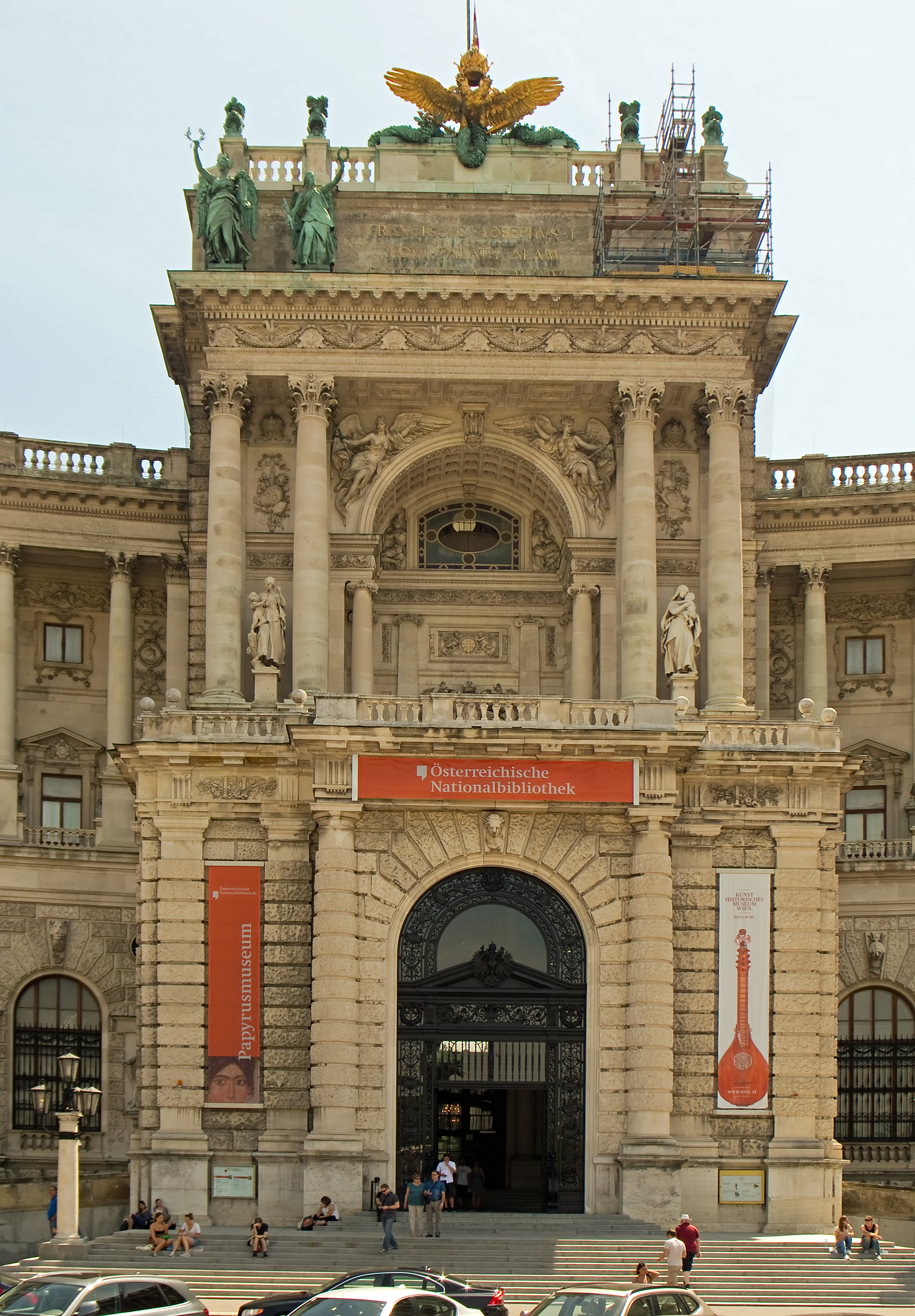
Eingangsbereich des HdGÖ, 2016. Über dem Portal befindet sich eine ca. 250 m² große Terrasse (Altane), die dem HdGÖ zur Verfügung steht. Die Verwendung dieser Terrasse wird intensiv diskutiert, da an diesem Ort – filmisch und fotografisch von der NS-Propaganda inszeniert und dokumentiert – Adolf Hitler 1938 den „Anschluss Österreichs“ an das Deutsche Reich verkündete.

Das Haus der Geschichte Österreich (abgekürzt HdGÖ, Eigenschreibweise: hdgö, seltener HGÖ) ist ein österreichisches Zeitgeschichtemuseum in der Neuen Burg (Hofburg) in Wien. Gründungsdirektorin ist die Historikerin Monika Sommer-Sieghart. Es wurde am 10. November 2018 rund um die Feierlichkeiten zum 100. Jahrestag der Gründung der Republik Österreich eröffnet.

## Geschichte
Während anderswo, etwa in Deutschland (1994) mit seiner im Vergleich zu Österreich ebenso aufgeladenen Zeitgeschichte, und auf europäischer Ebene in Brüssel (2016) Zentren für die Darstellung und Erforschung der jeweiligen Zeitgeschichte(n) gebaut worden waren, dauerte es in Österreich bis zur Verwirklichung eines österreichischen Hauses der Geschichte deutlich länger. Nach der Einschätzung der Gedächtnisforschung spielte die im Vergleich zu Deutschland aufgrund der politischen Konflikte um die Darstellung der Dollfuß-Schuschnigg-Diktatur komplexere Situation eine gewisse Rolle dafür, dass auf österreichischer Bundesebene erst so spät ein Zeitgeschichtemuseum errichtet wurde.
Die Errichtung des HdGÖ war seit dem Jahr 2000 in jedem Regierungsprogramm der Bundesregierung verankert und fand 2000 auch internationale Beachtung. Auf europäischer Ebene hatte der Europarat bereits 1996 seinen Mitgliedsstaaten die Errichtung von Zeitgeschichtemuseen nach dem Muster des deutschen Haus der Geschichte in Bonn empfohlen.
Der erste Versuch, nach 1945 ein österreichisches Zeitgeschichtemuseum zu etablieren, erfolgte unmittelbar nach Ende des Zweiten Weltkriegs, als Bundespräsident Karl Renner die Initiative zur Errichtung eines „Museums der Ersten und Zweiten Republik Österreichs“ ergriff. Allerdings wurde damals nur ein einziger Schauraum mit 43 Exponaten im Leopoldinischen Trakt der Wiener Hofburg verwirklicht. Nach Renners Tod wurde die Weiterarbeit an dessen „Lieblingsschöpfung“ ausgesetzt und unter Bundespräsident Adolf Schärf endgültig eingestellt. Die Exponate kamen auf Umwegen in den Besitz des Heeresgeschichtlichen Museums (HGM), wo sie seit 1998 in den Ausstellungsbereich „Republik und Diktatur“ integriert sind.
Die Debatte um das HdGÖ, die schlussendlich zur konkreten Umsetzung führte, begann in der zweiten Hälfte der 1990er Jahre:
- 1998 wurden auf Regierungsseite zwei Machbarkeitsstudien in Auftrag gegeben: eine für ein „Haus der Toleranz“ (der Auftrag erging von Forschungsminister Caspar Einem an den Universitätsprofessor Anton Pelinka); die zweite Machbarkeitsstudie für ein „Haus der Geschichte der Republik Österreich“ wurde von Unterrichtsministerin Elisabeth Gehrer bei den Universitätsprofessoren Stefan Karner und Manfried Rauchensteiner beauftragt. Letztendlich wurde keines der beiden Projekte, für die verschiedene Standorte im Gespräch waren, verwirklicht.
- 2000: Die Regierung Schüssel I plädierte für ein ausschließlich virtuelles Internet-Museum (Staatssekretär Franz Morak und Universitätsprofessor Roman Sandgruber).
- 2002: In Vorbereitung der Jubiläumsfeierlichkeiten 2005 („Gedankenjahr“: Ende des Zweiten Weltkriegs, Erlangung der Unabhängigkeit der zweiten österreichischen Republik 1955, EU-Beitritt 1995) wurde von der österreichischen Bundesregierung eine Historikerkommission eingerichtet, der die Universitätsprofessoren Wilhelm Brauneder, Stefan Karner und Manfried Rauchensteiner, sowie der ehemalige Wiener Stadtschulratspräsident Kurt Scholz angehörten. Die damals vorgelegten Konzepte führten zu zahlreichen Historikerprotesten, insbesondere von Zeithistorikern.
- 2005 wurde von der österreichischen Bundesregierung das „Gedankenjahr“ ausgerufen, das von drei zeithistorischen Ausstellungen geprägt war: „Das neue Österreich“ (Belvedere, Wien), „Österreich ist frei“ (Schallaburg, Niederösterreich), „Jetzt ist er bös, der Tennenbaum“ (Jüdisches Museum, Wien). Auf Initiative von Hannes Androsch, Herbert Krejci und Peter Weiser sollten die drei Ausstellungen zusammengeführt werden und den Nucleus des HdGÖ bilden. Auch diese Initiative scheiterte.
- Im März 2006 beauftragte Unterrichtsministerin Gehrer neuerlich eine Historiker-Arbeitsgruppe mit der Erstellung eines Konzepts für das HdGÖ, der Günter Düriegl, Manfred Jochum, Stefan Karner, Herbert Matis und Christian M. Ortner angehörten. Das umsetzungsreife Konzept „Umsetzungsstrategie (Roadmap) für ein Haus der Geschichte der Republik Österreich“ lag im Juni 2006 vor. Drei alternative Standorte wurden vorgeschlagen: die „Galerie der Forschung“ der Akademie der Wissenschaften in der Wiener Innenstadt, das Wiener Künstlerhaus und das Wiener Arsenal (Objekt IV auf dem Gelände des Heeresgeschichtlichen Museums), wobei der Standort „Arsenal“ in die engste Auswahl kam. Aufgrund der Nationalratswahl im Herbst 2006, die zu einem überraschenden Regierungswechsel führte, wurde auch dieses Projekt nicht verwirklicht.
- Jänner 2007: Die österreichische Bundesregierung unter Bundeskanzler Alfred Gusenbauer bekennt sich zu einem „Haus der Geschichte“, für das ein neues Konzept erarbeitet werden soll und beauftragte erstmals ein unabhängiges Unternehmen mit der Planung des HdGÖ (Claudia Haas im Auftrag von Lord Cultural Resources, Kanada).[12]
- März 2014: Ankündigung des niederösterreichischen Landeshauptmanns Erwin Pröll im Landesmuseum Niederösterreich (heute: „Museum Niederösterreich“) in St. Pölten ein „Haus der Geschichte“ einzurichten, unter anderem um die „regionale Identität“ (Pröll) zu stärken.[13] Das Projekt wird unter der wissenschaftlichen Leitung von Universitätsprofessor Stefan Karner umgesetzt, als Zeitpunkt für die Eröffnung wurde das Jahr 2017 genannt.
- November 2014: Ankündigung von Minister Josef Ostermayer, ein Haus der Geschichte Österreich auf Bundesebene einzurichten.[14]
- September 2015: Die Umsetzungsstrategie für das Haus der Geschichte[15] wird vom damals zuständigen Bundesminister Josef Ostermayer und Staatssekretär im Bundesministerium für Wissenschaft, Forschung und Wirtschaft Harald Mahrer gemeinsam vorgestellt.[16]
- Oktober 2016: Ankündigung von Minister Thomas Drozda, dass die Finanzierung des HdGÖ gesichert sei, allerdings werde des HdGÖ aus budgetären Gründen nur in reduzierter Form auf 1870 m² in den Gartenräumen der Neuen Burg im Mezzanin unter dem Corps de Logis (in dem sich das Weltmuseum befindet) verwirklicht werden. Dort soll das HdGÖ solange bleiben, bis ein Neubau für das HdGÖ errichtet werden kann. Die „Sammlung Alter Musikinstrumente“ soll vorerst in den Räumen verbleiben, wo sie sich derzeit befindet, und diese nicht an das HdGÖ abtreten.[17]
- 2024: Entwürfe für einen partiellen Neubau im Museumsquartier werden vorgestellt.[18]

Eine Übersicht über die Vorgeschichte bietet die private Initiative von Peter Diem und Trautl Brandstaller, sowie das Museum selbst auf seinen Seiten.

### Standortsuche
Bis 2015 war einzig die Ansiedlung des HdGÖ in Wien politisch unumstritten. Allerdings gab es bis 2015 heftige Debatten darüber, an welchem Standort in Wien das HdGÖ errichtet werden sollte. Neben Neubauten in Stadterweiterungsgebieten, die wegen problematischer Publikumsfrequenzen fallen gelassen wurden (u. a. die Wiener „UNO City“ oder das Gelände des ehemaligen Wiener Südbahnhofs) waren u. a. folgende Orte in Diskussion:
- Der bis heute vorhandene (aber wohl zu kleine) Grünraum am Helmut-Zilk-Platz gegenüber der Albertina in der Wiener Innenstadt, auf dem 1988 Alfred Hrdlickas Mahnmal gegen Krieg und Faschismus enthüllt wurde.
- Das Palais Epstein am Dr.-Karl-Renner-Ring, das heute als Parlamentsdependance dient
- Das Niederösterreichische Landhaus in der Herrengasse (heute Außenministerium)
- Das damals im Bundesbesitz befindliche Palais Rasumofsky im dritten Wiener Bezirk (mittlerweile an private Immobilien-Investoren verkauft)
- Die Galerie der Forschung der Akademie der Wissenschaften in der Wollzeile (mittlerweile ein Veranstaltungszentrum)
- Das Künstlerhaus am Karlsplatz (mittlerweile projektierter Standort der Kunstsammlung Essl)
- Ein damals unverbautes Areal in der Argentinierstraße gegenüber dem ORF-Zentrum (mittlerweile an private Immobilien-Investoren verkauft)
- Das Heeresgeschichtliche Museum (Arsenal – Objekt IV)

Die Festlegung des österreichischen Bundesminister für Kunst und Kultur, Verfassung und Medien Josef Ostermayer im Jahr 2014 das HdGÖ in der Hofburg (Neue Burg) einzurichten beendete die Standortdebatte. Allerdings gab es anhaltende mediale Kritik daran, dass diese Entscheidung die Expansionsmöglichkeiten des ebenfalls in der Neuen Burg angesiedelten Weltmuseums (das ethnologische Museum im Verbund mit dem Kunsthistorischen Museum) beschränke und überdies eine Neuaufstellung der „Sammlung Alter Musikinstrumente“ (SAM) des Kunsthistorischen Museums notwendig mache. Diese logistischen Probleme wurden im Oktober 2016 durch eine Verkleinerung („Redimensionierung“) des HdGÖ gelöst, die die „Sammlung Alter Musikinstrumente“ an ihrem Platz belässt.
Im November 2014 kündigte der damalige österreichische Bundesminister für Kunst und Kultur, Verfassung und Medien, Josef Ostermayer an, das im aktuellen Arbeitsprogramm der österreichischen Bundesregierung verankerte Museums-Projekt im Verbund mit der Österreichischen Nationalbibliothek umzusetzen. Mit der Erarbeitung eines Konzepts für das neue Museum wurde am 25. Jänner 2015 ein internationaler wissenschaftlicher Beirat unter Vorsitz von Oliver Rathkolb (Institut für Zeitgeschichte, Universität Wien) eingerichtet. Im Juli 2018 traten Eva Blimlinger (Akademie der bildenden Künste) und Gerhard Baumgartner (DÖW) aus dem Beirat aus und bemängelten das Fehlen eines Gesamtkonzepts.
Im Oktober 2018 gaben Nationalratspräsident Wolfgang Sobotka und Kanzleramtsminister für Kultur Gernot Blümel bekannt, dass das Haus von der Nationalbibliothek losgelöst und ans Parlament gebunden werden soll; anschließend soll eine Umbenennung erfolgen (Arbeitstitel Haus der Republik). Der wissenschaftliche Beirat des Hauses sprach sich in der Folge gegen eine Umbenennung und eine Änderung des bisherigen Arbeitsauftrags aus. Im Jänner 2019 wurde ein fünfköpfiges Expertenteam vorgestellt, das ein Konzept für die Zukunft des Hauses der Geschichte entwickeln soll. Das Team setzt sich aus Barbara Glück, Hans Walter Hütter, Constanze Itzel, Hannah Lessing und Hans-Peter Wipplinger zusammen. Am 25. November 2019 stellte diese Kommission die Ergebnisse ihrer Evaluierung vor, die der institutionellen Selbständigkeit „größte Bedeutung“ beimisst, die „inhaltliche Unabhängigkeit“ als „essenziell“ einschätzt, festhält, dass das Budget und Personal nicht reicht, um die gesetzten Ziele zu erreichen und unter anderem den weiteren Ausbau der Sammlung empfiehlt. In Bezug auf die Platzfrage attestiert der Bericht, dass „die Attraktivität durch die räumliche Redimensionierung stark beeinträchtigt“ sei und ein Neubau am Heldenplatz oder die Zuweisung von mehr Platz in der Neuen Burg vorsieht. 2026 ist geplant bis 2028 einen partiellen Neubau im Wiener Museumsquartier zu bauen. Im September 2024 wurden die Entwürfe präsentiert.

### Betrieb
Am 12. November 2018, dem hundertsten Jahrestag der Ausrufung der Republik wurde das Haus der Geschichte Österreich eröffnet. 2019 wurde das Haus der Geschichte für den European Museum Academy Awards der European Museum Academy nominiert. 2020 wurde das Museum mit dem Kenneth-Hudson-Award des European Museum Forum ausgezeichnet, dem wichtigsten Preis für innovative Leistung im Ausstellungs- und Museumswesen in Europa. Im ersten Jahr seines Bestehens besuchten 116.000 Menschen das Museum, die Website des Hauses verzeichnete im selben Zeitraum 151.000 Besucher.

## Inhaltliches Konzept
Das dem aktuellen Projekt zugrundeliegende erste Konzept wurde im Jahre 2009 im Auftrag der österreichischen Bundesregierung von Claudia Haas vorgelegt. 2015 wurde im Auftrag der österreichischen Bundesregierung auf Grundlage dieses Konzeptes die „Umsetzungsstrategie für das Haus der Geschichte Österreich“ von einem wissenschaftlichen Beirat unter dem Vorsitz von Oliver Rathkolb, Professor am Institut für Zeitgeschichte an der Universität Wien, erarbeitet. Die Mitglieder des wissenschaftlichen Beirates sind Wissenschaftler aus Europa und den USA.
Die vom wissenschaftlichen Beirat des HdGÖ erarbeitete Umsetzungsstrategie wurde im September 2015 vom Josef Ostermayer und dem Staatssekretär im Bundesministerium für Wissenschaft, Forschung und Wirtschaft Harald Mahrer gemeinsam vorgestellt. Sie bildet die Grundlage für die Novellierung des Bundesmuseengesetz (BMG 2002), die 2016 erging, und auf dessen Grundlage die Errichtung des HdGÖ erfolgt.
Dem inhaltlichen Konzept folgend soll das HdGÖ einem möglichst breiten Publikum die Geschichte Österreichs ab der Mitte des 19. Jahrhunderts mit einem besonderen Schwerpunkt von 1918 bis in die Gegenwart in ihrem europäischen und internationalen Kontext vermitteln. Chronologische Narrative sollen mit thematischen Schwerpunkten verschränkt werden, die die Pluralität der österreichischen Gesellschaft spiegeln. So sollen etwa Geschichtsbilder, Identitätsdebatten und Geschlechterverhältnisse seit der Aufklärung, gegebenenfalls auch in Form von historischen „Tiefenbohrungen“, die weit über die Zeitgeschichtsforschung hinausgehen (der Begriff „Tiefenbohrung“ wurde ursprünglich von Claudia Haas, Lord Cultural Resources, Kanada, in ihrer Studie für das HdGÖ 2009 geprägt), nachgezeichnet werden. Wo wissenschaftliche Forschung und öffentliches Bewusstsein noch keinen Konsens über die Beurteilung historischer Ereignisse erreicht haben und es daher offene Fragen und kontroversielle Antworten gibt, sollen diese dokumentiert werden.
Ein Mitglied des wissenschaftlichen Beirats, die Historikerin Heidemarie Uhl, konkretisierte die Rolle des HdGÖ in ihrem Text „Die Undarstellbarkeit von Geschichte und die Notwendigkeit des Haus der Geschichte Österreich“ als „Antithese zur 'Identitätsmaschine' des Nationalmuseums in der Tradition des 19. Jahrhunderts.“ Das HdGÖ soll laut Heidemarie Uhl ein Ort „der kritischen Selbst-Befragung und potenziellen Selbst-Verunsicherung […] sein“ und wie ein „Seismograph“ unter anderem die sich ständig wandelnden gesellschaftlichen Wertorientierungen sichtbar machen.  

## Organisationsstruktur
Die Umsetzungsstrategie für das HdGÖ, die auch die Organisationsstruktur beinhaltet, wurde mit Unterstützung eines 2015 eingerichteten und 31 Mitglieder umfassenden internationalen wissenschaftlichen Beirats unter Vorsitz von Universitätsprofessor Oliver Rathkolb erarbeitet.
Die gesetzlichen Grundlagen für die Organisationsstruktur wurden 2016 im Zuge der Novellierung des Bundesmuseen-Gesetz 2002 (BMG) festgelegt.
Gemäß BMG ist das HdGÖ als fachlich eigenständiges Museum unter dem Dach der Österreichischen Nationalbibliothek eingerichtet und wird von einer fachlich weisungsfreien wissenschaftlichen Direktion geleitet, der nach öffentlicher Ausschreibung von der Nationalbibliothek im Jänner 2017 bestellt wurde. Für die Gründungsdirektion bewarben sich 13 Personen. Auf der Basis eines Dreiervorschlages des wissenschaftlichen Beirates des HdGÖ wurde im Jänner 2017 die Historikerin Monika Sommer-Sieghart von der Nationalbibliothek mit der Direktion betraut.
Zur Beratung der Direktion wurde ein wissenschaftlicher Beirat bestehend aus sechs Mitgliedern eingerichtet: Neben der Direktion des Österreichischen Staatsarchivs werden auf die Dauer von drei Jahren zwei Mitglieder vom österreichischen Bundeskanzler, zwei Mitglieder vom Bundesminister für Wissenschaft, Forschung und Wirtschaft und ein Mitglied gemeinsam von den österreichischen Bundesländern entsandt.

## Ausblick 2023
Ein Expertenbericht empfahl bereits 2019 rund 3.000 statt bisher 1050 m² Ausstellungsfläche und die Führung als eigenständige Institution, statt der bisherigen Angliederung an die Nationalbibliothek.
Im Oktober 2023 gibt eine Machbarkeitsstudie grünes Licht zu einer möglichen Übersiedlung des HdGÖ von der Neuen Burg auf dem Heldenplatz in das wenige hundert Meter entfernte MuseumsQuartier. 
Am 13. November 2023 wurde von Kulturstaatssekretärin Andrea Mayer und Finanzminister Magnus Brunner bekanntgegeben, dass das Museum 2028 ins MuseumsQuartier in den Trakt an der Mariahilfer Straße übersiedeln soll, das Budget für die Neugestaltung und Übersiedelung beträgt 39,3 Millionen Euro. Für das HdGÖ sollen dort 4.100 Quadratmeter zur Verfügung gestellt werden, davon 3.000 Quadratmeter als Ausstellungsfläche.
Direktorin Monika Sommer bestätigte am 14. November 2023 in einer Pressekonferenz zum 5. Jahrestag des Bestehens des HdG die Pläne für die Übersiedlung.